# Sarcochilus fitzgeraldii
Sarcochilus fitzgeraldii är en orkidéart som beskrevs av Ferdinand von Mueller. Sarcochilus fitzgeraldii ingår i släktet Sarcochilus och familjen orkidéer. Inga underarter finns listade i Catalogue of Life.

## Bildgalleri

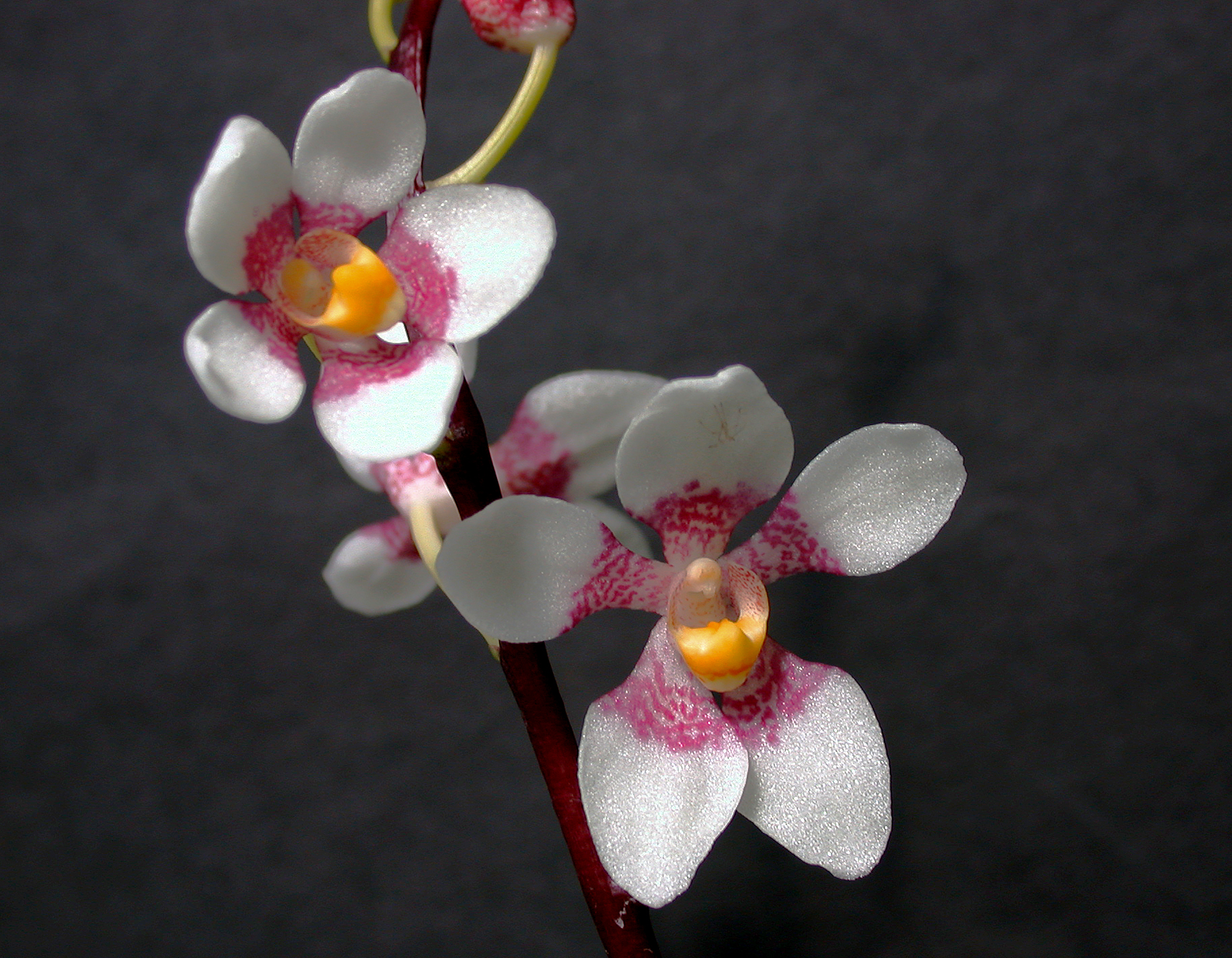
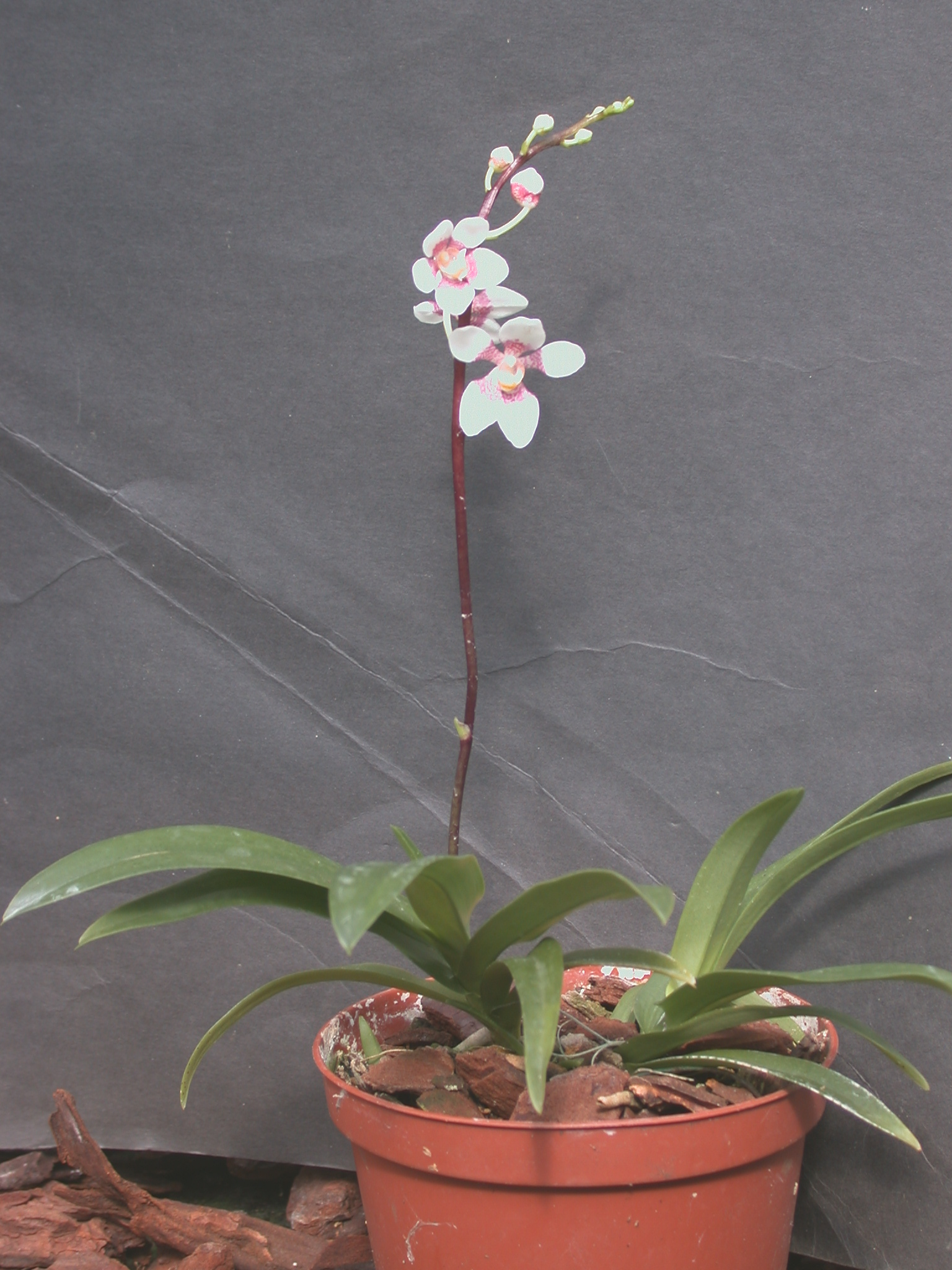